# 토마테로스 데 쿨리아칸

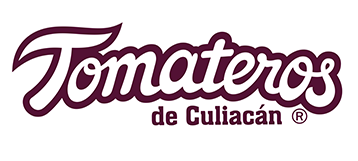

토마테로스 데 쿨리아칸(스페인어: Tomateros de Culiacán)은 멕시코 시날로아주 쿨리아칸을 연고지로 하는 프로 야구팀이다. 멕시코 태평양 리그 소속이며, 에스타디오 제너럴 안젤 플로레스 야구장을 홈구장으로 사용하고 있다. 총 9회의 리그 우승과 2회의 캐리비안 시리즈 우승 (1996년, 2002년)을 차지하였다.

## 야구단 정보
| 감독   | -- 휴스턴 히메네즈 |
| 투수   | --알레한드로 아르멘타 · --아르트로 바라다스 · -- 매튜 부시맨 · -- 마코스 카마레나 · --프란치스코 캄포스 · --페드리코 카스타네다 · --제시 차베즈 · --프란치스코 펠릭스 · --카를로스 에르난데즈 · --폴 코스 · --호세 메라즈 · --안드레스 메사 · --카를로스 무니즈 · --올리버 페레즈 · --헥토르 로드리게스 · --미겔 루비오 · --아마우리 세니트 · --곤살로 사누도 · --살바도르 발데즈 · --에렌 와서맨 |
| 포수   | -- 조나단 에세베스 · -- 아단 아메즈쿠아 · -- 로만 소티스 |
| 내야수 | --레푸지오 커반테스 · --루이스 크루즈 · --세르히오 가스텔름 · --다니엘 히노조사 · --맥스웰 리온 · --라미로 페냐 · --리카르도 세라노 · --엠마누엘 발데즈 · --조지 바스케즈 |
| 외야수 | --스웨인 카롤 · --아마우리 카자나 · --헤수스 코타 · --콜 길레스피에 · --알렉시스 고메즈 · --타일러 그라함 · --엘로이 구티에레즈 |